# 王崇仁 (明朝)
王崇仁（1465年—？年），字仲安，山东兖州府曹州曹縣人，民籍。

## 生平
宁夏巡抚王珣之子。治《書經》，行二，由國子生中式辛酉科（1501年）山东鄉試第三名舉人，年四十四歲中式正德三年（1508年）戊辰科會試第七十六名，第二甲第七十七名進士。初授工部主事，正德十年（1515年）五月升江西按察司佥事，宁王朱宸濠的妻族有不法事，皆以法制裁。宸濠想要中伤他，故意送他金钱，崇仁推辞不受。十六年（1521年）二月改陕西按察司副使，整饬洮岷兵备，以病乞归。

## 家族
曾祖王導，贈都察院右副都御史。祖王蘭，巡检赠都察院右副都御史。父王珣，都察院右副都御史。母李氏，贈淑人；继母孔氏，贈淑人；黄氏，封恭人加赠淑人。严侍下，兄王崇儒，贡士；弟王崇文，江西提学副使；王崇献，礼部主事；王崇讓，納粟千户；崇有、崇儉、崇素。